# Feynman-punktet
Feynman-punktet er en sekvens af seks 9-taller, som begynder på plads nummer 762 i tallet π. Det er opkaldt efter fysikeren Richard Feynman, der engang udtalte under en forelæsning, at han gerne ville fremsige tallene i π indtil det punkt, hvor han smart kunne sige "ni ni ni ni ni ni og så videre."  

## Pi op til og med Feynman-punktet
Alle cifre i π op til og med Feynman-punktet er som følger 
| 3. | 1415926535897 9323846264338 3279502884197 1693993751058 2097494459230 7816406286208 9986280348253 4211706798214 8086513282306 6470938446095 5058223172535 9408128481117 4502841027019 3852110555964 4622948954930 3819644288109 7566593344612 8475648233786 7831652712019 0914564856692 3460348610454 3266482133936 0726024914127 3724587006606 3155881748815 2092096282925 4091715364367 8925903600113 3053054882046 6521384146951 9415116094330 5727036575959 1953092186117 3819326117931 0511854807446 2379962749567 3518857527248 9122793818301 1949129833673 3624406566430 8602139494639 5224737190702 1798609437027 7053921717629 3176752384674 8184676694051 3200056812714 5263560827785 7713427577896 0917363717872 1468440901224 9534301465495 8537105079227 9689258923542 0199561121290 2196086403441 8159813629774 7713099605187 0721134 999999 |

## Statistik
For et tilfældigt valgt reelt tal er sandsynligheden for seks på hinanden følgende 9-taller så tidligt i sekvensen kun 0,08%. 

Den næste sekvens af seks cifre, igen sammensat af 9-taller, begynder på position 193.034.  Den næste særskilte sekvens af seks på hinanden følgende cifre er 8 på position 222.299. Af de resterende cifre er 0 det sidste ciffer, der gentages 6 gange, begyndende på position 1.699.927.

Feynman-punktet er også den første forekomst af fire og fem på hinanden følgende cifre. Den næste forekomst af fire på hinanden følgende cifre er 7 på position 1.589. 

De positioner, som de første forekomster af strenglængde på 1, 2, ..., 9 på hinanden følgende 9-taller er henholdsvis 5, 44, 762, 762, 762, 762, 1.722.776, 36.356.642, og 564.665.206;  